# The List
The List är ett album av Rosanne Cash släppt 2009. 
När hon var 18 år gammal gav hennes far, Johnny Cash, henne en lista på 100 viktiga countrylåtar för att försöka få henne att förstå och lära sig countrymusiken. I detta album tolkar hon i 12 av låtarna från den listan sin egen syn på countrymusiken, på sin far samt på sitt liv i New York. Ett stort antal andra artister gästar skivan, bland andra Bruce Springsteen, Elvis Costello och Rufus Wainwright.

## Låtlista
1. "Miss the Mississippi and You" (William Heagney) – 3:12
2. "Motherless Children" (A. P. Carter) – 3:06
3. "Sea of Heartbreak" (Hal David, Paul Hampton) – 3:06 (Bruce Springsteen)
4. "Take These Chains from My Heart" (Hy Heath, Fred Rose) – 3:32
5. "I'm Movin' On" (Hank Snow) – 3:45
6. "Heartaches by the Number" (Harlan Howard) – 3:21 (Elvis Costello)
7. "500 Miles" (Hedy West) – 3:04
8. "Long Black Veil" (Danny Dill, Marijohn Wilkin) – 3:10 (Jeff Tweedy)
9. "She's Got You" (Hank Cochran) – 3:07
10. "Girl from the North Country" (Bob Dylan) – 3:32
11. "Silver Wings" (Merle Haggard) – 3:45 (Rufus Wainwright)
12. "Bury Me Under the Weeping Willow" (Carter) – 3:33
13. "A Satisfied Mind" (Joe "Red" Hayes and Jack Rhodes) – 4:02 (iTunes bonusspår) (Neko Case)